# Личинкоїд білолобий
Личинкоїд білолобий (Pericrocotus albifrons) — вид горобцеподібних птахів родини личинкоїдових (Campephagidae). Ендемік М'янми. Раніше вважався підвидом білокрилого личинкоїда.

## Опис
Довжина птаха становить 14,5—16 см. У самців верхня частина тіла чорна, на лобі біла пляма, на крилах білі плями. Нижня частина тіла біла, на волі оранжева пляма, центральна частина гузки оранжева. У самиць верхня частина тіла тьмяна, буро-сіра, нижня частина тіла біла, груди мають сіруватий відтінок. Забарвлення молодих птахів подібне до забарвлення самиць, тім'я, потилиця і спина у них пістряві, поцятковані чорними смужками. Кінчики верхніх покривних пер крил у них білі. Молоді самці набувають дорослого забарвлення під час першого зимування.

## Поширення і екологія
Білолобі личинкоїди мешкають в центральній і південній М'янмі. Вони живуть в сухих саванах, рідколіссях і чагарникових заростях, на сухих луках і полях. Зустрічаються парами і невеликими зграйками. Живляться комахами. гніздо невелике, чашоподібне, розміщується в чагарниках або на невисокому дереві, на висоті 1—2 м над землею. В кладці 3 сірувато-бурих яйця, поцяткованих темно-коричневими і блакитнувато-сірими плямками, розміром 17,3×13,7 мм.

## Збереження
МСОП класифікує стан збереження цього виду як близький до загрозливого. Білолобим личинкоїдам може загрожувати знищення природного середовища.